# Kozłowiec (półwysep)
Kozłowiec (kaszb. Kòzłówc) – zalesiony półwysep o rozwiniętej linii brzegowej na obszarze gminy Dziemiany w obrębie Wdzydzkiego Parku Krajobrazowego. Oddziela Jezioro Radolne od jeziora Wdzydze.
Na zachodzie znajdują się trzy zatoki jeziora Wdzydze „Retoszyc”, „Nycyny” i „Płęska” (zostaną objęte ochroną postulowanego rezerwatu Zatoki Plęskie). Na północnym wschodzie znajduje się „Wdzydzki Krzyż” – skrzyżowanie dwóch rynien polodowcowych – południkowej (jeziora Jelenie i Wdzydze) oraz równoleżnikowej (jeziora Radolne i Gołuń). Przy tzw. „Kozłowym Cyplu” znajduje się wąski kanał wejściowy, prowadzący na jezioro Wdzydze, którym przepływa rzeka Wda. Miejsce to cechuje się zmiennym i silnym prądem. Na południe od Kozłowca znajduje się wyspa Ostrów Wielki. Obszar półwyspu jest miejscem lęgowym szlachara.
Półwysep Kozłowiec został wydany w  dniu 5 listopada 1765 przez starostę kościerskiego Konstantego Tumberger-Nowowieyskiego Kazimierzowi Szalewskiemu. Potwierdza to specjalny przywilej własności półwyspu  z prawem do części jeziora i pastwisk. 
O Kozłowcu pisał w swojej powieści dr Aleksander Majkowski.